# SAR 10
SAR 10 ist der Funkrufname des Search-and-Rescue-Hubschraubers der Bundeswehr auf dem Marinefliegerstützpunkt Helgoland. Die Maschine vom Typ NH 90 NTH ist mit einer Rettungswinde sowie einem Wetterradar ausgestattet. SAR 10 kann rund um die Uhr eingesetzt werden. Der SAR 10 gehört zur SAR-Staffel des Marinefliegergeschwader 5 (MFG 5), welches am Fliegerhorst Nordholz stationiert ist. Die Marine betreibt zwei Kommandos des SAR-Dienstes See (Helgoland und Warnemünde) für militärische Zwecke und im Rahmen internationaler Bestimmungen in Deutschland im Auftrag des Bundesverkehrsministeriums. Das Einsatzgebiet umfasst die Bundesländer Schleswig-Holstein und Hamburg, die deutschen Hoheitsgewässer und Inseln sowie das Gebiet des deutschen Festlandsockels.

## Aufgaben
Zu den Aufgaben zählen Einsätze im Rahmen von Search and Rescue, zum Beispiel die Rettung von Verletzten oder erkrankten Personen mittels der Rettungswinde. Weiterhin finden die Rettungseinsätze über See mangels alternativer Rettungsmöglichkeiten oftmals auch unter sehr schwierigen Wetterbedingungen statt. Koordiniert werden die Einsätze vom Rescue Coordination Centre als SAR-Leitstelle der Marine in Glücksburg.

## Besatzung und Ausrüstung
Zur Besatzung des SAR-Hubschraubers gehören zwei Piloten, ein Luftfahrzeugoperationsoffizier und ein Bordmechaniker mit medizinischem Ausbildungsstand.